# Derrin Ebanks
Derrin Ebanks (Grand Cayman, 16 dicembre 1988) è un calciatore britannico delle Isole Cayman, di ruolo centrocampista.

## Carriera

### Club
Ha giocato nella massima serie del campionato delle Isole Cayman con l'Elite.

### Nazionale
Ha esordito in Nazionale nel 2011, prendendo parte a 3 incontri di qualificazione ai Mondiali 2014.